# Ночной отбой
«Ночной отбой» (англ. A Midnight Clear) — кинофильм. Экранизация произведения, автор которого — Уильям Уортон. Иногда встречается перевод названия фильма как «Полуночная чистка».

## Сюжет
Франция, 1944 год, Арденнская операция. Американское подразделение, состоящее сплошь из интеллигентов, обнаруживает в заснеженном лесу отряд немецких солдат, выглядящих усталыми и желающих сдаться в плен. Эти два отряда, изолированные на время от войны, оставляют на время свои различия и вместе празднуют Рождество, играя в снежки и распевая песни. Молодые американцы радуются, что им практически удалось взять целый отряд немцев в плен и причём без боя, не зная ещё, что жизнь скоро внесёт свои коррективы и всё пойдёт не так как задумывалось…

## В ролях
- Питер Берг — Бад Миллер
- Кевин Диллон — Мэл Авакиан
- Ари Гросс — Стэн Шутцер
- Итан Хоук — Уилл Нотт
- Гэри Синиз — Вэнс Уилкинс
- Фрэнк Уэйли — Пол Манди
- Джон К. МакГинли — майор Гриффин
- Ларри Джошуа — лейтенант Уор
- Курт Лоуэнс — старый немецкий солдат

## Номинации
- Кинопремия «Независимый дух» 1993 года — Лучший сценарий (Кит Гордон)

## Интересные факты
- Продюсеры обдумывали в качестве места съемки границы Франции/Германии и Польши до того, как выбрали американский штат Юта, чтобы сэкономить средства.
- Съемки проводились во время одной из самых холодных зим в Юте. Ночью температура падала ниже тридцати градусов, когда проходило большинство съемок.
- Интерьеры особняка были построены в местной гимназии. Чердак был сооружён на месте театральной сцены школы.
- Особняк состоял из трех стен, сооруженных в дальнем районе на холмах.
- Фильм стал дебютом в большом кино для Гэри Синиза.